# Jaganatha

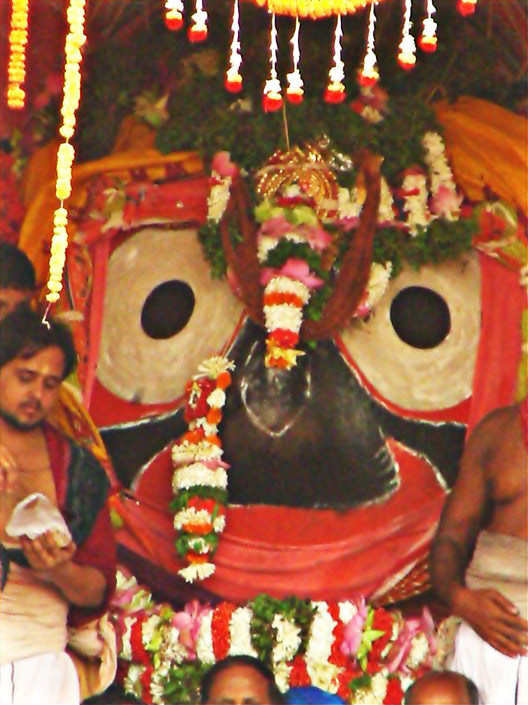
Yaganath montado en su carro durante el festival de Ratha-iatra.

Jagannātha o Yáganat es uno de los nombres sánscritos usados para denominar al dios Krisna. Significa ‘señor’ (nātha) del ‘universo’ (yagat).

## Nombre sánscrito y etimología
- jagannātha, en el sistema AITS (alfabeto internacional para la transliteración del sánscrito).[1]
- जगन्नाथ, en escritura devanagari del sánscrito.[1]
- Pronunciación:
  - /yágan nátJa/ en sánscrito[1]
  - /yáganat/ o /yaganát/ en varios idiomas modernos de la India (como el hindí, el maratí o el palí), o bien
  - /yógonat/ en bengalí.
- Etimología: ‘señor del mundo’[1]
  - jagat: ‘universo’
  - nātha: ‘amo’

## La estatua de Yáganat en Purī
Este nombre de Krisna es dada principalmente por la rama visnuista del hinduismo. Resulta particularmente célebre la devoción (bhakti) que se da a Yáganat en su gran santuario situado en la ciudad de Purī, situada a orillas del océano Índico, en el estado de Orissa (India).
El templo de Yáganat es uno de los centros religiosos más importantes del hinduismo.
La estatua del dios Yagannāth (pintada de negro ―justamente la palabra krisna significa ‘negro’ en sánscrito―), está acompañada por la estatua de Baladeva (de color blanco), el hermano de Krisna, y por la estatua de su hermana Subhadrá (en amarillo).

### Arte primitivo

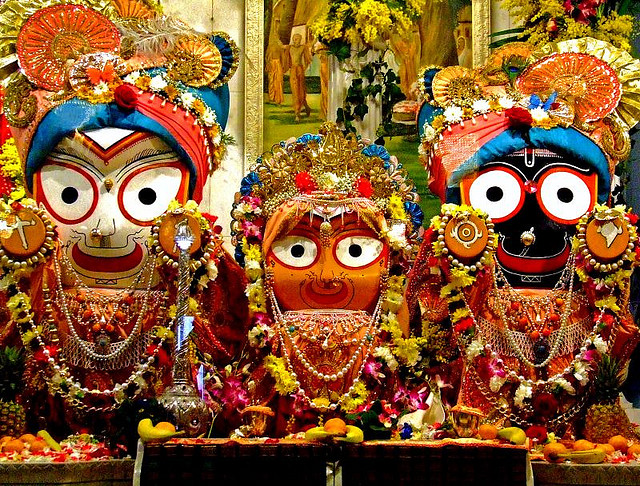
Los tres hermanos Balabhadra (Baladeva), Subhadra y Yáganath.

Se ha perdido la historia original del origen de la estatua del Señor Yagannāth. La estatua podría ser más antigua que el propio templo. Probablemente fue esculpida en la Edad Media, en un periodo no naturalista, por lo que parece no tener ni siquiera la pretensión de parecerse a un ser humano.
Es un gigantesco bloque de madera que representa un rostro extremadamente esquemático (dos ojos circulares y una sonrisa semicircular), con dos brazos proyectados hacia adelante, que surgen de ambos lados del rostro.
La deidad del Señor del Universo está realizada de acuerdo a un arte más «primitivo» de la India.
Estas tres imágenes sagradas fueron esculpidas a manera de tótem y reflejan una estética diferente a la que era aceptada en la India en la época en que se crearon las leyendas acerca de su creación.

Los mitógrafos no podían creer que el o los artistas que las hicieron las considerasen terminadas, por lo que habrían creado mitos que explicaran su extraña apariencia.

### Cómo se hizo la estatua
Según la leyenda, un gran devoto de Krisna, el rey Indradyumna de la ciudad de Purī, encontró un tronco gigante a orillas del océano Índico. Dijo que Krisna se le había aparecido en persona y había predicho este hallazgo, y le había ordenado que esculpiera una deidad a partir del tronco milagrosamente hallado. El rey contrató a un brāhmana (sacerdote) para esculpir la deidad, pero este le exigió que solo terminaría la deidad si no era perturbado mientras la esculpía.
El rey esperó ansioso fuera del taller, pero después de un tiempo, dejó de oír el cincel del escultor. El impaciente Indradyumna, desesperado, abrió la puerta. El escultor desapareció para siempre, dejando a la deidad a medio terminar. El rey supo entonces que el escultor no había sido otro que Vishvakarma (el arquitecto de los semidioses).

#### Otra versión de la misma leyenda

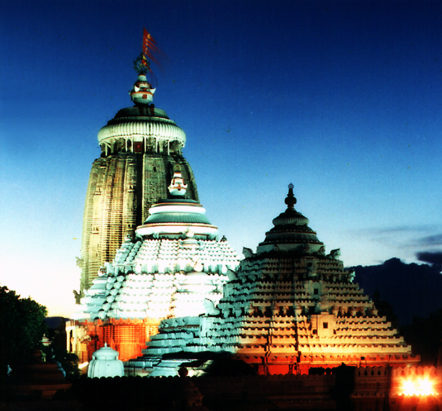
Templo de Yáganat, en Puri, iluminado con luz eléctrica.

Vishvakarma, por mandato de Visnú ―o, según otro relato, por orden de Indra―, habría comenzado a esculpir la estatua en un tronco, pero ―decepcionado por su trabajo (cuya tosquedad le pareció poco digna de la belleza de Krisna)― habría dejado solo un esbozo tallado.

### Por qué la estatua no es naturalista
El rey estaba angustiado y muy arrepentido por haber interrumpido el trabajo, ya que las deidades no tenían brazos ni piernas: solo eran el rostro de los tres personajes. Sin embargo días después ordenó que los tres troncos fueran instalados en el templo que había mandado construir. Dijo que el sabio Nárada Muni se le había aparecido flotando en el aire y tocando su cítara vina, y le había explicado que esos leños representaban legítimamente a Krisna y sus hermanos.

#### Éxtasis deformativo
En una ocasión, las 16.108 esposas de Krisna le pidieron a la madre Iaśodā que querían oír los lilas (‘diversiones’) de Krisna cuando era adolescente. Yaśodā le pidió a Subhadrā que cuidara la puerta, para evitar que Krisna se enterara de que ella estaba revelando sus tratos eróticos con las gopīs (las vaqueras adolescentes) muchos años atrás (Otra versión dice que fueron las propias gopīs las que les contaron a las reinas sus līlās con Krisna).
Cuando Subhadrā escuchó estas narraciones, se sintió tan apasionada que no se dio cuenta de que Krisna y Balarām se estaban acercando. Cuando los hermanos escucharon los līlās de Krisna, entraron en éxtasis y experimentaron un gran cambio físico: sus cabellos y vellos se erizaron, sus ojos se abrieron desmesuradamente, y sus brazos y piernas se retrajeron dentro del cuerpo.

### Estatua-relicario
Según la Wikipedia en francés, la estatua de Yagannātha guarda los huesos del dios Krisna, que fueron recogidos por gente piadosa. Pero esta versión va contra todas las tradiciones hinduismo y contradiría el mito del Srimad Bhagavatam, donde Krisna asciende al cielo en su propio cuerpo.

## El festival de las carrozas
De todos los ritos y celebraciones, la más llamativa es la Ratha-iatra (procesión de las carrozas). Esa procesión llega a congregar a más de un millón de fieles, y se caracteriza por un prolongado viaje ritual de las estatuas (llamadas murti: ‘forma’) sobre tres grandes carrozas.
Los vaisnavas adoran esta forma como el aspecto “abstracto” de Krisna. Las deidades de Yagannāth (Krisna), Balabhadra (Balaram) y Subhadrā se adoran cada día en el Bada Deula (‘gran templo’), pero una vez al año, antes del Asadha Masa (el mes de junio) salen al Badadanda (‘gran carretera’) de Puri y viajan al templo Mausimā, de manera que toda la ciudad pueda tener un divya darshan (‘divina vista’) de Sus Señorías, y las almas obtengan así la salvación. Este festival se conoce como Ratha-iatra.
Las carrozas (ratha) son estructuras inmensas de madera que se construyen cada año nuevas, y son tiradas por turnos por los millones de peregrinos que llegan a Puri desde todas partes de India. Era una costumbre muy apreciada que el rey de Puri iba delante de la carroza de Yagannāth, barriendo humildemente la calle por donde pasaría.

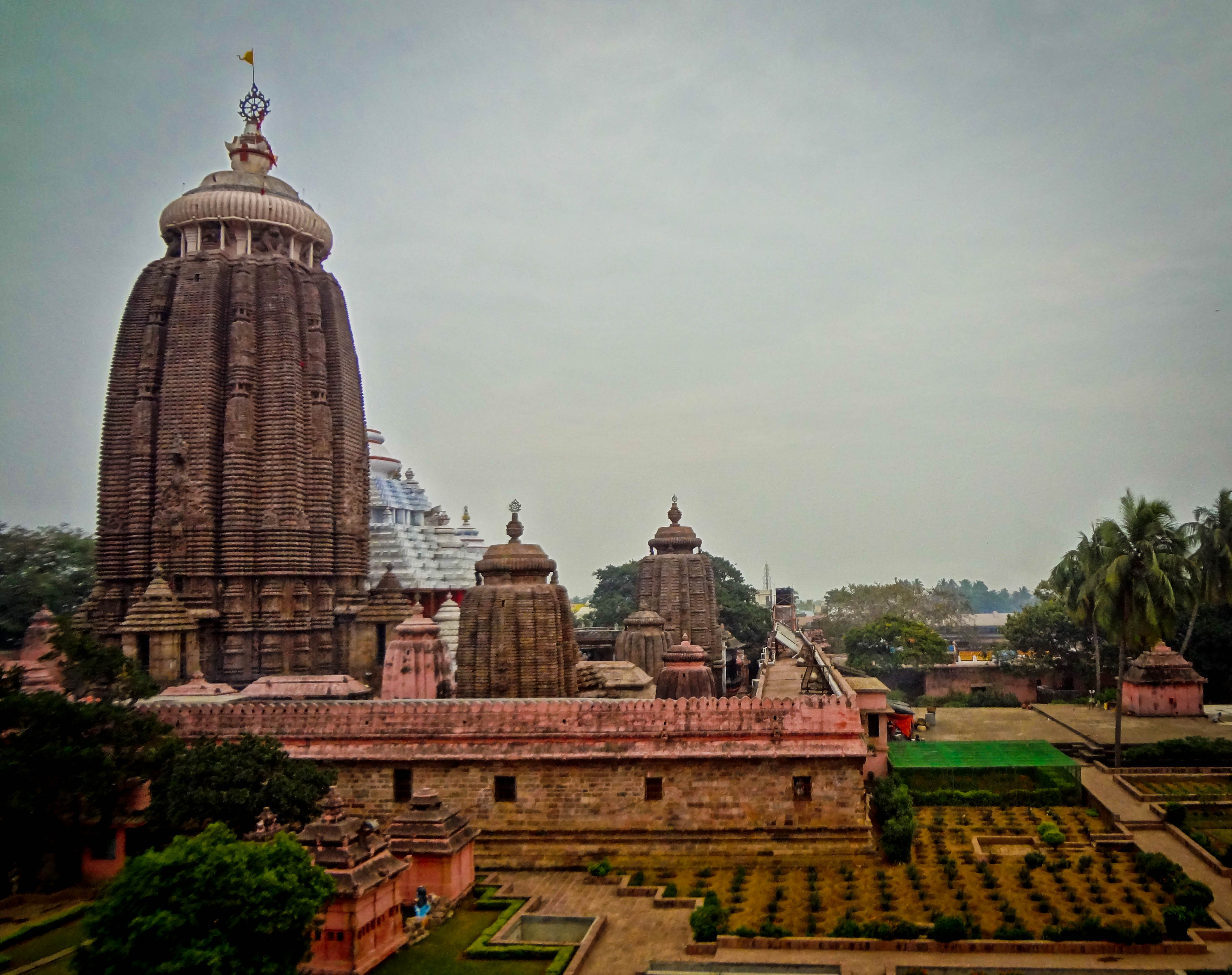
Templo de Yáganat, en Puri.

El festival conmemora el regreso del rey Krisna a Vrindavan (su pueblo de la infancia) después de muchísimos años de separación con los vaqueros del lugar. Por unos días él volvió a ser un cuidador de vacas, y olvidó toda la pompa de su reino en Dwaraka.
La imagen de Yagannātha muestra a Krisna en su aspecto aishwaria (opulencia) en la cual es el rey de Dvārakā y está casado con miles de esposas.
En cambio los vaisnavas gaudiya consideran que el aspecto más íntimo de Krisna es el que muestra en Vrindávana, donde es un simple pastorcito de vacas y se relaciona con Radharani.

## Templo de Yagannātha
El templo del Señor Yaganath es uno de los mayores de India. La adoración es tan antigua que no hay registros de cuánto tiempo lleva realizándose. (Esto es muy común en India, donde los textos no se fechaban ni guardaban cronologías.).
Está estrictamente prohibido a los no hinduistas y a los extranjeros entrar en el templo.
El edificio principal se llama Shri Mandir (‘señor templo’). Está construido en estilo de arquitectura Kalinga. Consiste en una alta shikhara (‘cúpula o cúspide’) que evita que nadie que camine por el techo del templo pise por encima de donde se encuentra el garbha-griha (‘sanctasanctórum’). Las lámparas se ofrecen sobre un pilar de madera fosilizada.
La puerta de los leones (Sinha-dwara) es la entrada principal del templo, y está guardada por dos deidades guardianas, Jaya y Vijaya. Frente a esta entrada se encuentra una columna-monumento, conocida como Aruná stambha. Esta columna fue traída por el rey de Khurda desde el Templo del Sol, en Konarak.

## Jesucristo en el templo de Yagannath

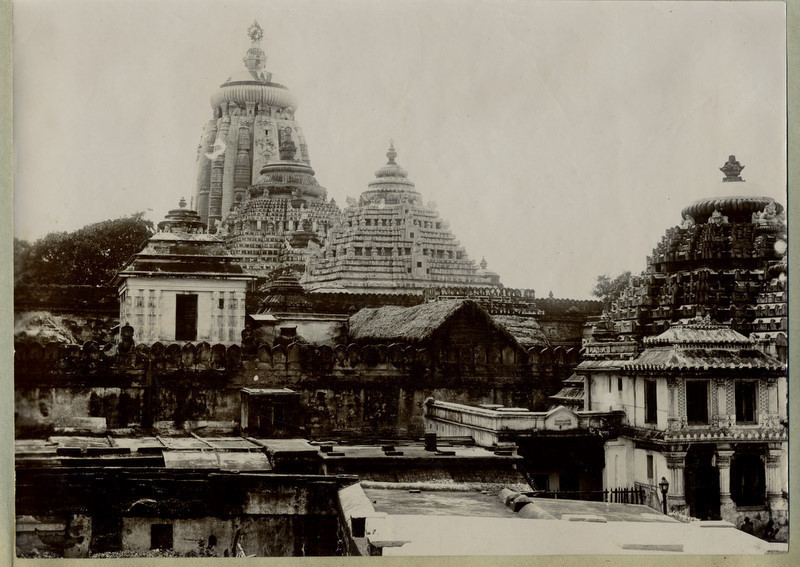
Templo de Yáganat, en Puri, hacia 1890.

Según el Evangelio de Acuario (1908) del médium estadounidense Levi H. Dowling (1844-1911):

Jesús fue aceptado como pupilo en el templo de Jagannath, y allí aprendió los Vedas y las leyes mánicas [sic, por las Leyes de Manu].
Levi Dowling

## Juggernaut
Como en casi toda religión, el culto al Señor Jagannātha no ha estado exento de fanatismos. Muchos devotos, con la esperanza de liberarse de los sufrimientos o de purificarse definitivamente, se arrojaban bajo las ruedas de los pesados e imparables carruajes. Las autoridades coloniales inglesas (establecidas en la India hasta 1947) divulgaron extensamente este hecho como ejemplo de la “barbarie hindú”. Por eso en los países anglohablantes, el término juggernaut (anglificación de Jagannātha) significa ‘fuerza inexorable u objeto enorme que aplasta todo lo que encuentra a su paso’.